# Ammandra
 Ammandra, monotipski rod palmi (Arecaceae) smješten u tribus Phytelepheae, dio potporodice Ceroxyloideae. Jedina vrsta je A. decasperma iz kišnih šuma Kolumbije i Ekvadora gdje je poznata kao cabecita.

## Upotreba
Pleteni iidstovi se koristre kao slamnati pod. Od velikih bijelih sjemenki, koje se obično nazivaju "biljna slonovača", izrađuje se dugmad i sitnice. Od lišća se prave košare. Za izradu metli koriste se vlakna iz lisne baze juvenilnih biljaka. Mezokarp, po mogućnosti zreli, je jestiv. Endosperm je također jestiv kada je nezreo u tekućem ili želeastom stanju. Endosperm se jede za liječenje proljeva i bolova u želucu. (Macía, M.J., Multiplicity in palm uses by Huaorani iz Amazonskog Ekvadora. 2004.)

## Etimologija imena
Etimologija imena roda Ammandra prevodi se s grčkog kao "pješčani čovjek", od korijena ammos (pijesak) i andros (čovjek, u odnosu na prašnike), a epitet vrste potječe od dvije latinske riječi koje znače "deset " i "sjeme", koji opisuju najveći broj sjemenki u plodu.

## Sinonimi
- Ammandra dasyneura (Burret) Barfod
- Phytelephas dasyneura Burret
- Phytelephas decasperma (O.F.Cook) Dahlgren